# K.u.k. Ulanenregiment „Alexander II. Kaiser von Rußland“ Nr. 11

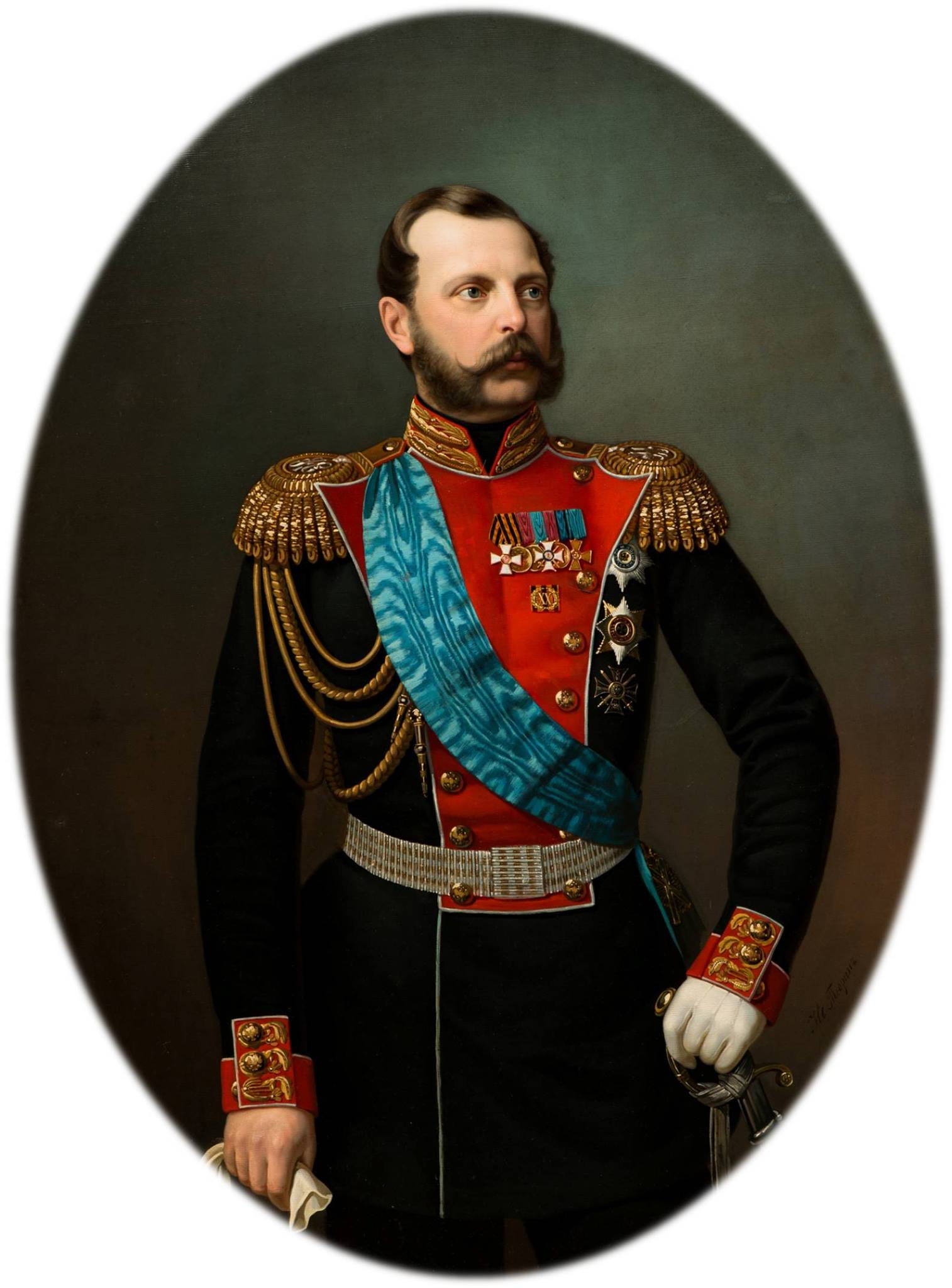
Der Namensgeber des Regiments, Zar Alexander II. von Russland

Das k.u.k Ulanenregiment „Alexander II., Kaiser von Russland“ Nr. 11 war ein Kavallerieregiment der k.u.k. Armee innerhalb der Österreichisch-Ungarischen Landstreitkräfte.
Das Regiment hatte diesen Namen seit 1855 „auf immerwährende Zeiten“ zu führen. Dessen ungeachtet wurden die Ehrennamen im Jahre 1915 ersatzlos gestrichen. Der Verband hieß von da an nur noch k.u.k. Ulanenregiment Nr. 11  (Dies ließ sich jedoch im allgemeinen Sprachgebrauch nicht durchsetzen, insbesondere da die sparsame k.u.k. Militäradministratur verfügt hatte, zuerst alle vorhandenen Stempel und Formulare aufzubrauchen.)

## Formationsgeschichte
- 1814 wurde nach Eingliederung der italienischen Provinzen aus Teilen übernommener Reiterregimenter der ehemaligen italienischen Armee (den Regimentern „del Ré“, „della Regina“, „Guardi reale“, den Regimenter „cacciatori“ – Jäger zu Pferde Nr. 1, Nr. 3 und Nr. 4), in  Cremona das Chevauxlegers-Regiment Nr. 7 formiert.
- 1851 wurde dieses Regiment in ein Ulanen-Regiment mit der Nr. 11 umgewandelt.
- 1860 wurde dieser Verband nach Entlassung der lombardischen Mannschaft auf zwei Divisionen verkleinert, später durch eine Division des Ulanenregiments Nr. 4 wieder aufgestockt.

### Ergänzungen
- Dieses Regiment erhielt bis 1860 seine Ergänzung aus der Lombardei
- 1853 aus dem Bezirk des Infanterie-Regiments Nr. 44 (Mailand)
- 1857–60 aus den Bezirken der Infanterie-Regimenter Nr. 23, Nr. 38 und Nr. 43 (Lodi, Brescia und Bergamo).
- 1860 Von da an erfolgte die Ergänzung aus Galizien und zwar aus den Bezirken der Infanterie-Regimenter Nr. 9, Nr. 10, Nr. 77 (Przemyśl, Stryj und Sanok)
- 1867–73 Aus den Bezirken der Infanterieregimenter Nr. 9 und Nr. 77
- 1873–75 Nur aus dem Bezirk des Infanterieregiments Nr. 9
- 1876–83 ergänzte es sich aus den Bezirken der Infanterieregimenter Nr. 15 und Nr. 58 (Tarnopol und Stanislau)
- 1883–89 aus den Bezirken der Infanterieregimenter Nr. 9 und Nr. 58
- Seit 1889 rekrutierte sich das Regiment aus Böhmen und wurde dem Bereich des IX. Korps (Militär-Territorial-Bezirk Josephstadt) zugewiesen.

## Friedensgarnisonen
- 1814 Cremona
- 1815 Güns, vorübergehend Ödenburg
- 1816 Moór
- 1821 Wien
- 1822 Ungarisch-Brod
- 1830 Radkersburg
- 1831 Wien
- 1832 Moór
- 1836 Kecskemét
- 1846–48 Moór
- 1849 Miskolcz
- 1852 Gyöngyös, dann Mistelbach
- 1853 Groß-Enzersdorf, dann Wien
- 1854 Krakau, dann Łańcut
- 1855–59 St. Georgen
- 1859 Znaim, nach dem Feldzuge Tolna
- 1864 Gyöngyös,
- 1865–66 Nyíregyháza
- 1866 Ödenburg
- 1871 Zólkiew
- 1884 Stockerau
- 1888 Krakau
- 1893 Jaroslau
- 1894 Przemyśl
- 1914 Pardubitz

### Regimentsinhaber
- 1814–15 unbesetzt
- ab 1. Januar 1815 Feldmarschalleutnant Johann Graf von Nostitz-Rieneck
- ab 27. November 1840 Feldmarschalleutnant Carl Freiherr Kreß von Kressenstein
- ab 21. August 1849 Alexander Czesarewitsch, Großfürst-Thronfolger von Russland
- 1855 Alexander II. Kaiser von Russland
- 1881–94 Alexander III. Kaiser von Russland

### Zweite Inhaber
- Vom 21. August 1849 bis 27. Januar 1856: Feldmarschalleutnant Carl Freiherr Kreß von Kressenstein
- Vom 27. Februar 1856 bis 8. März 1860: Feldmarschalleutnant August Freiherr von Eynatten
- Vom 28. April 1860 bis 1880: Feldmarschalleutnant Adolph Freiherr von Schönberger

### Regimentskommandanten
- Ab 1. August 1814 Oberst Bartholomäus Graf Alberti de Poja
- Ab 7. September 1826 Oberst Johann Edler von Ré
- Ab 16. Oktober 1832 Oberst Carl Freiherr von Stürmer
- Ab 18. Juni 1839 Oberst/Generalmajor Adolf von Schwarzburg-Rudolstadt
- Ab 16. November 1846 Oberst Anton Walz
- Ab 25. November 1848 Oberst Wilhelm Graf Montenuovo
- Ab 31. August 1849 Oberst Albert Graf Alberti de Poja
- Ab 5. April 1852 Oberst Anatol Freiherr von Leykam
- Ab 1. Februar 1858 Oberst Victorin Fürst zu Windisch-Graetz
- Ab 1. Mai 1861 Oberstlieutenant/Oberst Eduard Graf Wickenburg
- Ab 10. Oktober 1868 Oberst Johann Edler von Pulz
- Ab 1. November 1874 Oberstleutnant/Oberst Albert Schwarz
- 1879 Oberstleutnant/Oberst Ernst von der Wense
- 1885 Oberstleutnant/Oberst August Graf Dillen-Spiering
- 1888 Oberst Heinrich Polko
- 1894 Oberst Julius Longard von Longgarde
- 1900 Oberstleutnant Max Freiherr von Falkenstein
- 1914 Oberst Friedrich Prochaska

## Gefechtskalender
→Herrschaft der Hundert Tage

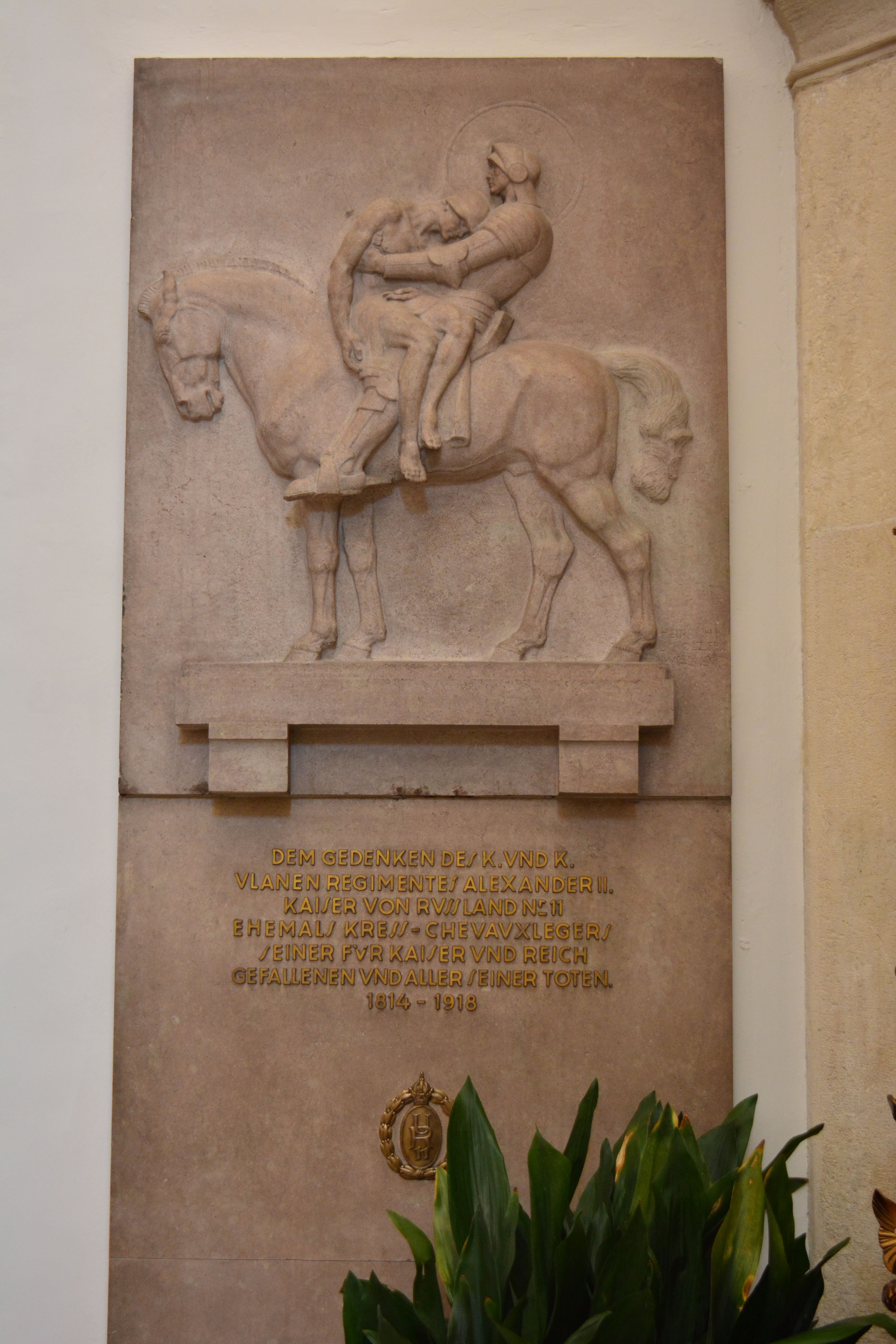
Gedenktafel in der Kapuzinerkirche in Wien

- 1815 Der Befehl zur Verlegung an den Rhein wurde nicht mehr ausgeführt.

→Revolution von 1848/1849 im Kaisertum Österreich
- 1848 befand sich das, aus italienischsprachigen Soldaten bestehende Regiment in Ungarn und zeichnete sich durch seine Loyalität und Tapferkeit mehrmals aus. Die abgeordnet gewesene 1. Majors-Division (Major Kaminski) marschierte mit dem Korps Jellacic vor Wien. Hier schloss sich die Division den bereits vorher eingetroffenen Abteilungen des Regiments wieder an und nahm an der Einnahme der Stadt teil. Beim späteren Feldzug nach Ungarn wurde die 2. Majors-Division dem Korps Simunich zugeteilt und kämpfte bei Nádas und Tyrnau, andere Abteilungen bei Magyarfalva, Zámoly und Szent-Iván.
- 1849 kämpfte die Oberst-2. Eskadron im Gefecht bei Schemnitz, zwei  Eskadronen unter Oberst Graf Montenuovo bei Kápolna und Mezö-Kövesd, eine Eskadron bei Hatvan. Andere Abteilungen kämpften bei Eger-Farmos, Poroszló, Isaszeg (fünf Eskadronen) die 2. Majors-Division stand im April vor Komorn (Gefecht bei Káty). Das Regiment nahm noch an den Gefechten am Rákos und bei Waitzen teil. Im Sommerfeldzug beteiligte es sich an beiden Schlachten vor Komorn, den Gefechten bei Makó, Vinga und Dreispitz. Der Regimentskommandant Oberst Graf Montenuovo wurde mit dem Militär-Maria-Theresia-Orden dekoriert.

→Deutscher Krieg
- 1866 war das Regiment zunächst mit fünf Eskadronen der 3. Reserve-Kavallerie-Division der Nord-Armee zugeteilt. Der Verband kämpfte in der Schlacht bei Königgrätz, eine Abteilung führte bereits vorher ein Vorpostengefecht bei Dub.

→Erster Weltkrieg
Im Ersten Weltkrieg sahen sich die Kavallerie-Regimenter den unterschiedlichsten Verwendungen ausgesetzt. Zum Teil bestanden sie im Regimentsverband weiter, zum Teil wurden sie Eskadronsweise auf die Infanterie-Truppendivisionen, Korps- und Armeestäbe als sogenannte Divisionskavallerie aufgeteilt. (Sie versahen dort Dienste als Aufklärungs- und Meldereiter, sowie als Sicherungs-Detachements.) Wie die meisten der Regimenter mussten jedoch auch die Alexander-Ulanen bald die Pferde abgeben (soweit sie noch welche hatten) und kamen danach zum infanteristische Einsatz. 1917 wurde das Regiment von der russischen Front auf den italienischen Kriegsschauplatz verlegt.

## Verbleib
Nach der Proklamation der Tschechoslowakei als eigenständiger Staat im Oktober 1918 wurden die tschechischstämmigen Soldaten von der Interimsregierung aufgerufen, die Kampfhandlungen einzustellen und nach Hause zurückzukehren. In der Regel wurde dieser Aufforderung von den tschechischen Soldaten Folge geleistet. Staatsrechtlich galt das auch für die Deutsch-Böhmischen Soldaten, da sie  nunmehr Tschechoslowakische Staatsbürger waren. Das Ulanen-Regiment Nr. 11 jedoch blieb bis zum offiziellen Kriegsende bei der Fahne und geriet nach dem unter mysteriösen Umständen mit Italien geschlossenen Waffenstillstand in Südtirol in Kriegsgefangenschaft. Somit war der Verband seinem bisherigen Oberkommando, dem k.u.k. Kriegsministerium entzogen und konnte von diesem nicht demobilisiert und allenfalls theoretisch aufgelöst werden. Ob, wann und wo eine solche Auflösung stattgefunden hat, ist  nicht bekannt.

## Verbandszugehörigkeit und Status 1914
- IX. Armeekorps – 9. Kavalleriebrigade
- Nationalitäten: 65 % Tschechen – 35 % Deutsche
- Regimentssprachen: Tschechisch und Deutsch

## Adjustierung
- 1814: weißer Rock, carmoisinrote Egalisierung, weiße Knöpfe
- 1850: dunkelgrüner Rock, carmoisinrote Egalisierung, weiße Knöpfe
- 1851:carmoisinrote Czapka, dunkelgrüne Ulanka und Pantalons, scharlachrote Egalisierung, weiße Knöpfe
- 1865:blaue Tatarka, lichtblaue Ulanka, krapprote Egalisierung und Stiefelhosen, weiße Knöpfe
- 1868: dunkelblaue Tatarka, lichtblaue Ulanka, krapprote Egalisierung und Stiefelhosen, weiße Knöpfe
- 1876: kirschrote Czapka, lichtblaue Ulanka, krapprote Egalisierung und Stiefelhosen, weiße Knöpfe

## Gliederung
Ein Regiment bestand in der Österreichisch-Ungarischen Kavallerie in der Regel ursprünglich aus drei bis vier (in der Ausnahme auch mehr) Division (Mit Division wurde hier ein Verband in Bataillonsstärke bezeichnet. Die richtige Division wurde Infanterie- oder Kavallerie-Truppendivision genannt.) Jede Division hatte drei Eskadronen, deren jede wiederum aus zwei Kompanien bestand. Die Anzahl der Reiter in den einzelnen Teileinheiten schwankte, lag jedoch normalerweise bei etwa 80 Reitern je Kompanie, bzw. 160 Reitern je Eskadron.
(Bei der, durch Kaiser Joseph II. begonnenen Heeresreform war allerdings die Kompaniegliederung innerhalb der Kavallerie bereits aufgegeben worden.)
Die einzelnen Divisionen wurden nach ihren formalen Führern benannt:
- die 1. Division war die Oberst-Division
- die 2. Division war die Oberstlieutenant (Oberstleutnant)-Division
- die 3. Division war die Majors-Division
- die 4. Division war die 2. Majors-Division
- die 5. Division (falls vorhanden) wurde 3. Majors-Division genannt

Im Zuge der Heeresreform wurden die Kavallerie-Regimenter ab 1860 auf zwei Divisionen reduziert.
Bedingt durch die ständige Umbenennung sind die Regimentsgeschichten der österreichisch-ungarischen Kavallerie nur sehr schwer zu verfolgen. Hinzu kommt die ständige und dem Anschein nach willkürliche, zu Teil mehrfache Umklassifizierung der Verbände. (Zum Beispiel: K.u.k. Böhmisches Dragoner-Regiment „Fürst zu Windisch-Graetz“ Nr. 14)
- siehe: k.u.k. Ulanen